# Printemps des comédiens
 (juillet 2012).
Si vous disposez d'ouvrages ou d'articles de référence ou si vous connaissez des sites web de qualité traitant du thème abordé ici, merci de compléter l'article en donnant les références utiles à sa vérifiabilité et en les liant à la section « Notes et références ».
Le Printemps des comédiens est un festival de théâtre et de spectacle vivant créé à l'initiative du Conseil général de l'Hérault en 1987. Chaque année au mois de juin, dans les domaines du théâtre et du spectacle vivant, il accueille entre vingt et vingt-cinq spectacles payants et plus de 40 000 spectateurs au domaine d'Ô, à Montpellier.

## Historique
Une scène de 250 mètres carrés accueille les spectacles présentés à un public de 1 200 personnes environ. Devenu lieu ouvert, le château d'Ô se voit alors dévolu une vocation culturelle. Des représentations théâtrales ont aussi lieu dans le département de l'Hérault, ainsi que des expositions, concerts, et projections.